# Виконт Скарсдейл
Виконт Скарсдейл из Скарсдейла в графстве Дербишир — наследственный титул в системе Пэрства Соединённого королевства. Он был создан 2 ноября 1911 года для известного консервативного политика и бывшего вице-короля Индии Джорджа Керзона, 1-го барона Керзона из Кедлстона (1859—1925). В том же 1911 году он получил титул графа Керзона из Кедлстона, а в 1921 году для него был создан титул маркиза Керзона из Кедлстона.

## История
Первым известным членом семьи Керзон был Джон Керзон (ок. 1599—1686), который получил титул баронета из Кедлстона в графстве Дербишир в Баронетстве Новой Шотландии (18 июня 1636 года) и Баронетстве Англии (11 августа 1641 года). В 1640—1648 годах он заседал в Палате общин от Дербишира. Его внук, сэр Джон Керзон, 3-й баронет (ок. 1674—1727), был депутатом Палаты общин от Дербишира. Его младший брат, сэр Натаниэл Керзон, 4-й баронет (ок. 1676—1758), заседал в парламенте от Дерби, Клайтеро и Дербишира. Его старший сын, сэр Натаниэл Керзон, 5-й баронет (1726—1804), также заседал в Палате общин от Клайтеро и Дербишира. В 1761 году для него был создан титул барона Скарсдейла из Скарсдейла в графстве Дербишир (Пэрство Великобритании). Лорд Скарсдейл позднее был председателем комитетов в Палате лордов. Его сын, Натаниэл Кезон, 2-й барон (1751—1837), представлял Дербишир в Палате общин Великобритании. Его внук, Альфред Натаниэл Холден Керзон, 4-й барон (1831—1916), был ректором Кедлстона.

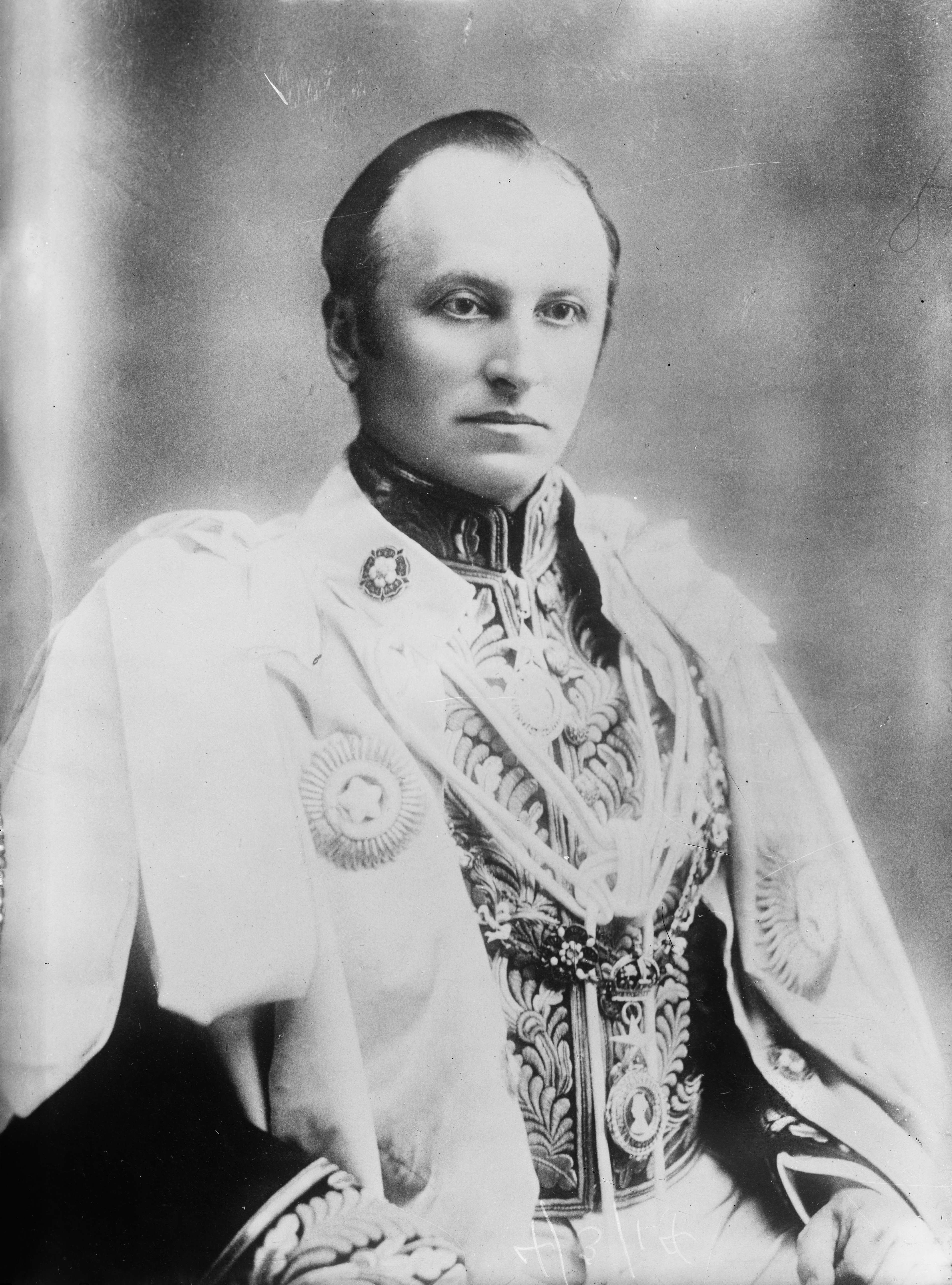
Джордж Натаниэл Керзон (1859—1925), 1-й барон Равенсдейл (1911), 1-й виконт Скарсдейл (1911), 1-й граф Керзон из Кедлстона (1911), 5-й барон Скарсдейл (1916), 9-й баронет Керзон из Кедлстона (1916), 1-й граф Кедлстон (1921), 1-й маркиз Керзон из Кедлстона (1921)

Старший сын последнего, Джордж Натаниэл Керзон, 5-й барон Скарсдейл (1859—1925), был видным консервативным политиком. Он был депутатом Палаты общин от Саутпорта (1886—1898), занимал должности заместителя министра по делам Индии (1891—1892), заместителя министра иностранных дел (1895—1898), председателя совета по делам авиации (1916—1917), лорда-хранителя Малой печати (1915—1916), лидера Палаты лордов (1916—1924, 1924—1925), лорда-председателя Совета (1916—1919, 1924—1925), министра иностранных дел (1919—1924), вице-короля Индии (1899—1905), лорда-хранителя пяти портов (1904—1905). После его назначения на пост вице-короля Индии в 1898 году он получил титул барона Керзона из Кедлстона в графстве Дербишир (Пэрство Ирландии). В 1908 году Джордж Натаниэл Керзон стал ирландским пэром-представителем в Палате лордов Великобритании. В 1911 году для него были созданы титулы барона Равенсдейла из Равенсдейла в графстве Дербишир, виконта Скарсдейла из Скарсдейла в графстве Дербишир и графа Керзона из Кедлстона в графстве Дербишир. Все эти титулы являлись Пэрством Соединённого королевства. В 1916 году после смерти своего отца он унаследовал титул 5-го барона Скасдейла и 9-го баронета Керзона из Кедлстона. В 1921 году для него были созданы титулы графа Кедлстона в графстве Дербишир и маркиза Керзона из Кедлстона (Пэрство Соединённого королевства).
В 1925 году лорд Керзон скончался, не оставив сыновей. После его смерти титулы барона Керзона из Кедлстона, графа Керзона из Кедлстона, графа Кедлстона и маркиза Керзона угасли. Баронство Равенсдейл унаследовала его старшая дочь, Мэри Ирен Керзон (1896—1966), а титул виконта Скасдейла приобрел его племянник, Ричард Натаниэл Керзон, 2-й виконт Скарсдейл (1898—1977), который также стал 6-м бароном Скарсдейлом и 10-м баронетом. После смерти 2-го виконта титулы перешли к его двоюродному брату, Фрэнсису Джону Натаниэлю, 3-му виконту Скарсдейлу (1924—2000). Он был сыном достопочтенного Фрэнсиса Натаниэля Керзона, третьего сына 4-го барона Скарсдейла.
По состоянию на 2024 год носителем титула являлся сын последнего, Питер Гислен Натаниэл Керзон, 4-й виконт Скарсдейл (род. 1949), который сменил своего отца в 2000 году.
Ашетон Керзон (1730—1820), сын Натаниэла Керзона, 4-го баронета (1676—1758), в 1802 году получил титул 1-го виконта Керзона и стал родоначальником графов Хау.

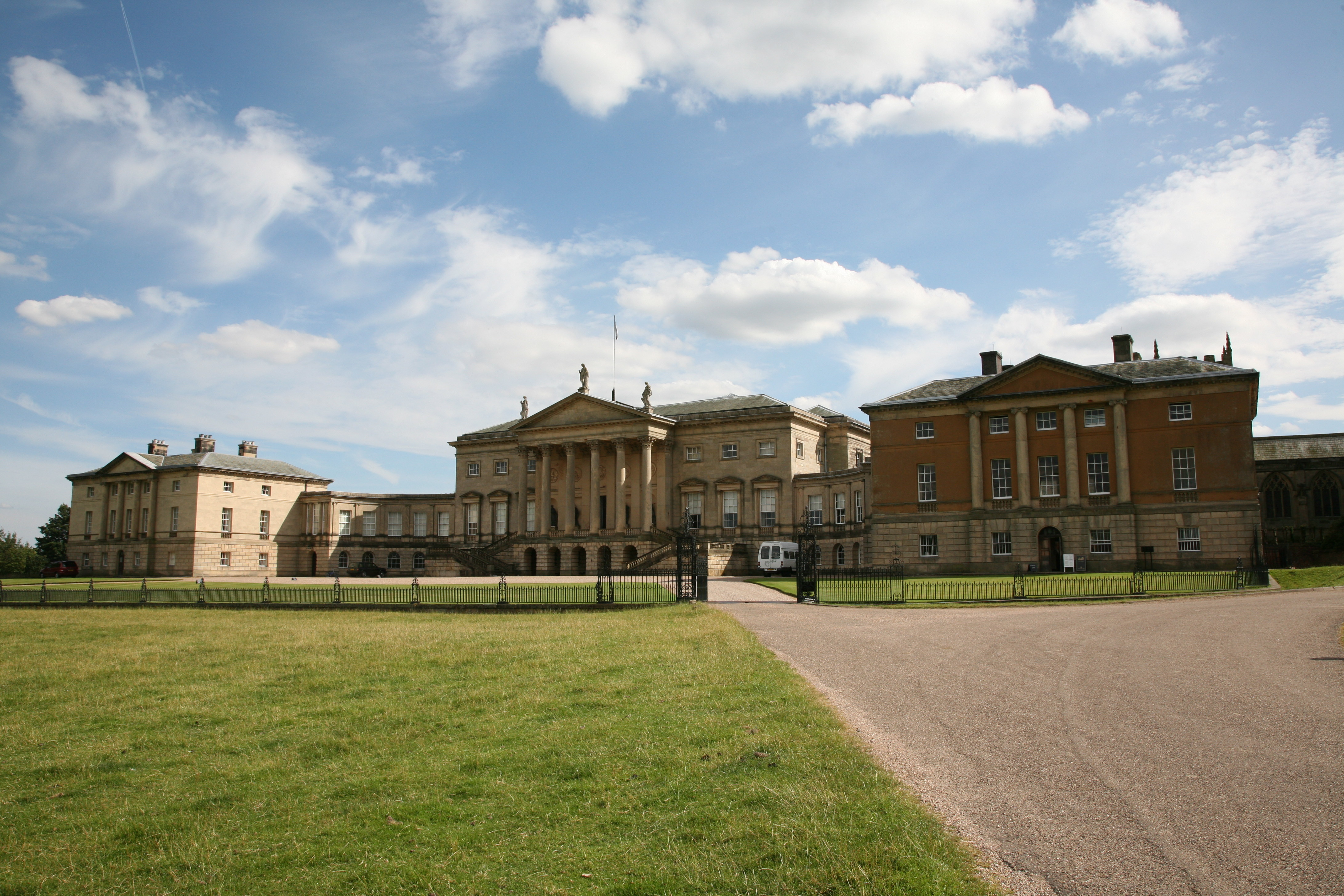
Кедлстон-Холл, резиденция виконтов Скарсдейл

Семейная резиденция — Кедлстон-Холл в окрестностях деревни Кедлстон в графстве Дербишир.

## Баронеты Керзон из Кедлстона (1641)

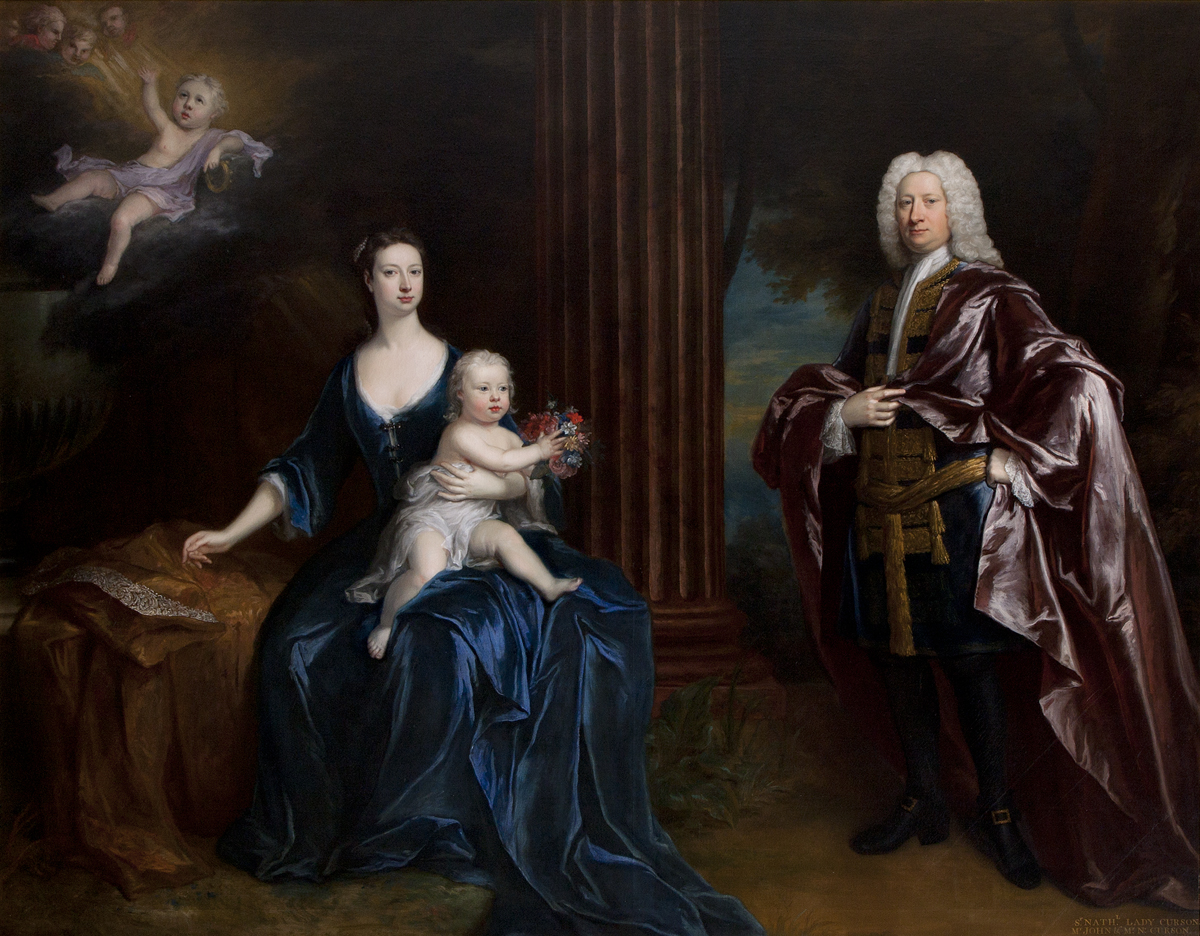
Натаниэл Керзон, 4-й баронет (1676—1758) с женой Мэри Ашетон и сыновьями Натаниэлем (будущим 1-м бароном Скарсдейлом) и Джоном, художник — Джонатан Ричардсон, 1737—1730 годы

- 1641—1686: Сэр Джон Керзон, 1-й баронет (3 ноября 1598 — 13 декабря 1686), сын Джона Керзона (1551—1632)
- 1686—1719: Сэр Натаниэл Керзон, 2-й баронет (17 января 1635 — 4 марта 1719), сын предыдущего
- 1719—1727: Сэр Джон Керзон, 3-й баронет (ок. 1674 — 6 августа 1727), старший сын предыдущего
- 1727—1758: Сэр Натаниэл Керзон, 4-й баронет (ок. 1676 — 16 ноября 1758), младший брат предыдущего
- 1758—1804: Сэр Натаниэл Керзон, 5-й баронет (23 декабря 1726 — 6 декабря 1804), старший сын предыдущего, барон Скарсдейл с 1761 года.

## Бароны Скарсдейл (1761)
- 1761—1804: Натаниэл Керзон, 1-й барон Скарсдейл (23 декабря 1726 — 6 декабря 1804), старший сын сэра Натаниэла Керзона (1676—1758)
- 1804—1837: Натаниэл Керзон, 2-й барон Скарсдейл (16 сентября 1751 — 26 января 1837), сын предыдущего
- 1837—1856: Натаниэл Керзон, 3-й барон Скарсдейл (3 января 1781 — 12 ноября 1856), старший сын предыдущего от первого брака
- 1856—1916: Альфред Натаниэл Холден Керзон, 4-й барон Скарсдейл (12 июля 1831 — 23 марта 1916), второй (младший) сын преподобного достопочтенного Альфреда Керзона (1801—1850), внук 2-го барона Скарсдейла
- 1916—1925: Джордж Натаниэл Керзон, 5-й барон Скарсдейл (11 января 1859 — 20 марта 1925), старший сын предыдущего, виконт Скарсдейл и граф Керзон из Кедлстона с 1911 года, маркиз Керзона из Кедлстона с 1921 года.

## Маркизы Керзон из Кедлстона (1921)
- 1921—1925: Джордж Натаниэл Керзон, 1-й маркиз Керзон из Кедлстона, 1-й виконт Скарсдейл (11 января 1859 — 20 марта 1925), старший сын 4-го барона Скарсдейла.

## Виконты Скарсдейл (1911, продолжение)
- 1925—1977: Ричард Натаниэл Керзон, 2-й виконт Скарсдейл (3 июля 1898 — 19 октября 1977), единственный сын полковника достопочтенного Альфреда Натаниэла Керзона (1860—1920), внук 4-го барона Скарсдейла, племянник 1-го маркиза Керзона
- 1977—2000: Фрэнсис Джон Натаниэл Керзон, 3-й виконт Скарсдейл (28 июля 1924 — 2 августа 2000), единственный сын достопочтенного Фрэнсиса Натаниэла Керзона (1865—1941), внук 4-го барона Скарсдейла
- 2000 — настоящее время: Питер Гислен Натаниэл Керзон, 4-й виконт Скарсдейл (род. 6 марта 1949), старший сын предыдущего от первого брака
  - Наследник титула: достопочтенный Дэвид Джеймс Натаниэл Керзон (род. 3 февраля 1958), младший брат предыдущего
    - Наследник наследника: Эндрю Линтон Натаниэл Керзон (род. 1986), единственный сын предыдущего.